# L'Espérance (Burne-Jones)
Pour les articles homonymes, voir L'Espérance (homonymie).
L'Espérance – ou en anglais Hope – est un tableau réalisé par le peintre britannique Edward Burne-Jones en 1896. De format vertical, cette huile sur toile est une allégorie de l'Espérance, une vertu qui est ici figurée sous les traits d'une jeune femme. Prisonnière dans une cellule où elle est enchaînée, elle se tient debout une main tendue vers le Ciel, avec dans l'autre un rameau de pommier en fleur. Reçue en don en 1940, l'œuvre est conservée au musée des Beaux-Arts de Boston, dans le Massachusetts, aux États-Unis.